# Xindeng (köpinghuvudort i Kina, Zhejiang Sheng, lat 29,97, long 119,73)
Xindeng (kinesiska: 新登镇) är en köpinghuvudort i Kina. Den ligger i provinsen Zhejiang, i den östra delen av landet, omkring 52 kilometer sydväst om provinshuvudstaden Hangzhou. Antalet invånare är 70 580. Befolkningen består av 34 816 kvinnor och 35 764 män. Barn under 15 år utgör 13,0 %, vuxna 15-64 år 76 %, och äldre över 65 år 10,0 %.
Runt Xindeng är det ganska tätbefolkat, med 207 invånare per kvadratkilometer. Xindeng är det största samhället i trakten. Trakten runt Xindeng består till största delen av jordbruksmark.
Genomsnittlig årsnederbörd är 2 207 millimeter. Den regnigaste månaden är juni, med i genomsnitt 474 mm nederbörd, och den torraste är januari, med 82 mm nederbörd.